# Evropská úmluva o sociálním zabezpečení
Evropská úmluva o sociálním zabezpečení (anglicky European Convention on Social Security, francouzsky Convention européenne de sécurité sociale) je  mezinárodní konvence Rady Evropy upravující legislativu o sociálním zabezpečení. Je jedním z prostředků pro dosahování cíle Rady Evropy, kterým je větší jednota mezi jejími členy zvlášť za účelem usnadňování jejich sociálního pokroku. Evropská úmluva o sociálním zabezpečení se označuje jako CETS No. 078 (CETS - Council of Europe Treaty Series), což znamená Sbírka smluv Rady Evropy č. 78.
Evropská úmluva o sociálním zabezpečení vychází ze čtyř základních principů mezinárodního práva o sociálním zabezpečení, jimiž jsou:
- princip rovného zacházení s občany smluvních stran;
- princip účinnosti jediného souboru právních předpisů;
- princip dodržování nabytých práv, i těch, která jsou v procesu nabývání;
- princip poskytování dávek v zahraničí.[3]

## Obsah úmluvy
Evropská úmluva o sociálním zabezpečení je rozčleněna do čtyř kapitol:
- Kapitola I: Všeobecná ustanovení;
- Kapitola II: Ustanovení určující použitelné právní předpisy;
- Kapitola III: Zvláštní ustanovení týkající se různých kategorií dávek;
- Kapitola IV: Různá ustanovení.

Úmluva se vztahuje na všechnu legislativu řídící následující součásti sociálního zabezpečení (o jednotlivých dávkách se pojednává v kapitole III):
- dávky v nemoci a mateřství;
- invalidní dávky;
- starobní dávky;
- dávky osobám, které přežily;
- dávky při pracovních úrazech a nemocech z povolání;
- dávky při úmrtí;
- dávky v nezaměstnanosti;
- rodinné dávky.

## Historie
Konvence byla otevřena k podpisu na úrovni členských států a pro přistoupení nečlenských států 14. prosince 1972 v Paříži. Ještě ten den ji podepsalo pět členských států (Francie, Itálie, Lucembursko, Rakousko, Turecko).
Konvence však vstoupila v platnost až 1. března 1977, kdy došlo k její ratifikaci třemi členskými státy (Lucembursko, Rakousko, Turecko). Dnes je smlouva ratifikována celkem osmi členskými státy (Belgie, Itálie, Lucembursko, Nizozemsko, Portugalsko, Rakousko, Španělsko, Turecko) a podepsána pěti členskými státy (Česká republika, Francie, Řecko, Irsko, Moldavsko) Rady Evropy.
Česká republika podepsala Evropskou úmluvu o sociálním zabezpečení 21. června 2002 a zatím ji neratifikovala.